# Harbach (Dorfen)

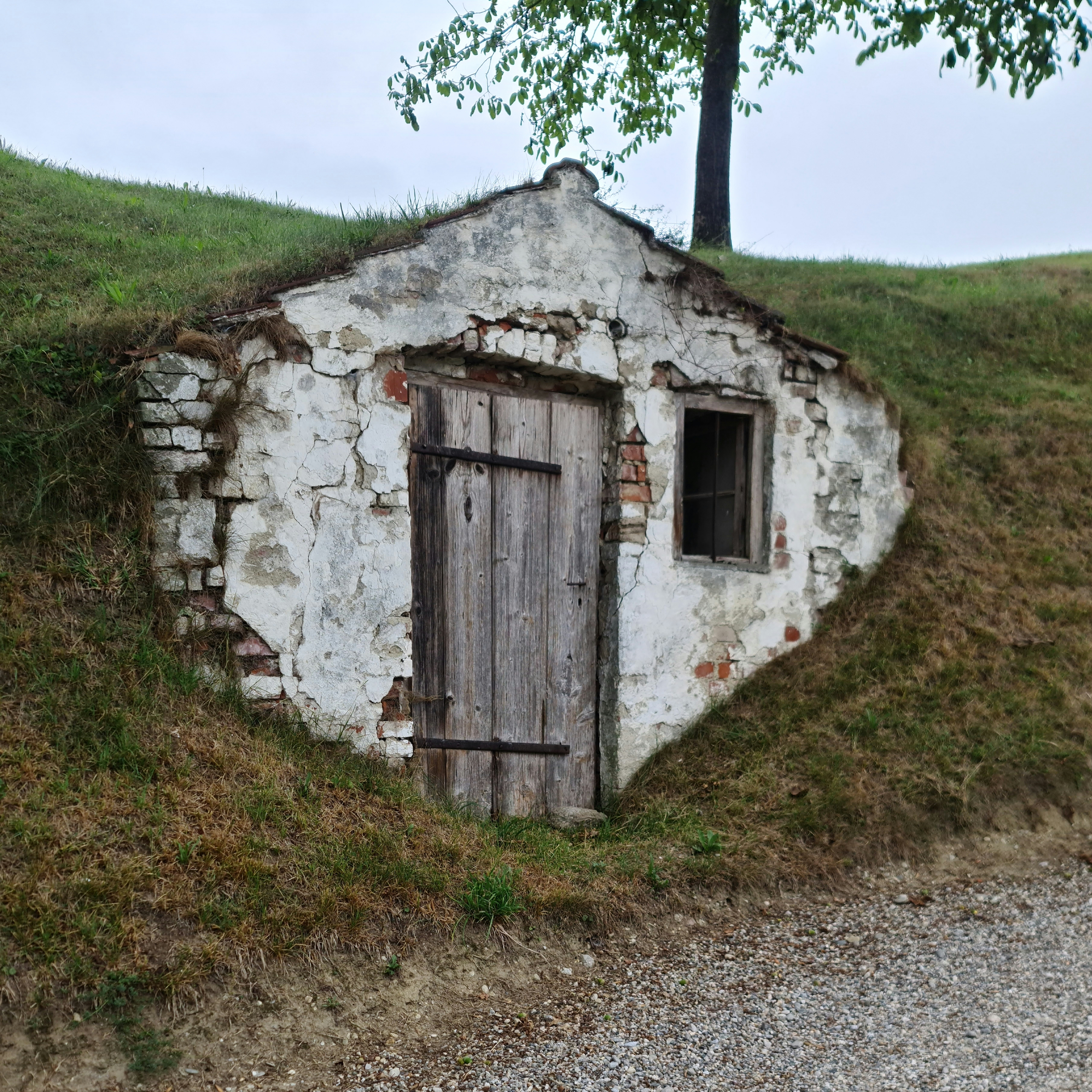
Harbach, alter Erdkeller

Harbach ist ein Gemeindeteil der Stadt Dorfen im oberbayerischen Landkreis Erding.

## Lage
Der Weiler Harbach liegt in der Luftlinie 1,8 Kilometer nordwestlich der Marktkirche von Dorfen. Der Gemeindeteil schließt auch das nahegelegene Gehöft Erb mit ein.

## Geschichte
Harbach ist einer der ältesten Orte der ehemaligen Gemeinde Zeilhofen. Im Zeitraum zwischen 972 und 976 kam es zu einem Grundtausch von Horapah mit Schalldorf zwischen dem Freisinger Bischof Abraham mit dem Priester Ellinpreht. Wenige Jahre später gibt es einen weiteren Tausch zwischen dem Bischof Gottschalk und dem Kleriker Reginfried.

## Bevölkerungsentwicklung
Um 1871 gab es in Harbach 26 Einwohner. Im Mai 1987 lebten dort 20 Einwohner in vier Wohngebäuden, von denen eines in zwei Wohnungen aufgeteilt war.
| Jahr      | 1871 | 1925 | 1950 | 1970 | 1987 |
| Einwohner | 26   | 23   | 27   | 13   | 20   |